# Dolmen de la Velilla
El yacimiento del Dolmen de la Velilla es un yacimiento arqueológico situado sobre un pequeño promontorio a 3 km de la localidad de Osorno la Mayor en dirección a Abia de las Torres, en la provincia de Palencia. 
Se trata de un sepulcro colectivo, con una cámara funeraria circular formado por diez bloques de gran tamaño de piedra caliza, rodeadas a su vez por un túmulo de otras diez piedras de menor tamaño que extienden diez metros alrededor de la zona central de la cámara funeraria. El suelo está formado por caliza picada. Se han encontrado en su interior restos de más de un centenar de individuos, presentando algunos de los huesos coloración mediante pintura ocre. Se ha encontrado ajuar funerario que consta de varios utensilios, joyería y figuras esculpidas en hueso de caprino. La datación por radiocarbono sitúa la fecha de los enterramientos en el III milenio a. C.